# Ablabi (historiador)
Ablabi (grec antic: Αβλάβιος, llatí: Ablavius) va ser un historiador romà en llengua grega que va escriure una història dels gots. Aquesta obra no s'ha conservat, però Jordanes n'ha conservat fragments. Atès que el mateix Jordanes abreuja una història dels gots de Cassiodor, hom creu que Ablabi és font de Cassiodor, de manera que li seria anterior, probablement el segle v o començament del segle vi.